# 弘田三枝子
弘田三枝子（日语：／ Hirota Mieko，1947年2月25日 - 2020年7月21日），日本60年代人氣女歌手，出生於東京都世田谷區。她自從小學起就在駐日美軍基地唱歌，多為爵士樂和流行樂。在1960年代歌謠曲及西洋樂曲全盛時期，她是最紅的女歌星之一。愛称MICO（ミコ）。
2020年7月21日，弘田三枝子因心力衰竭去世，享年73岁。

## 關聯條目
- R&B
- 筒美京平
- 伊東由佳里